# Umbilicus horizontalis
Umbilicus horizontalis là một loài thực vật có hoa trong họ Crassulaceae. Loài này được (Guss.) DC. miêu tả khoa học đầu tiên năm 1828.